# Afgooye
Afgooye (somaleză Afgooye, arabă أفجويي) este un oraș din regiunea Shabellaha Hoose, Somalia.